# 里阿爾托橋
里阿爾托橋（義大利語：Ponte di Rialto）是義大利威尼斯四座橫跨大運河的橋樑之一，也是其中最古老的一座。里阿爾托橋屬於文藝復興風格，也被稱為「白色巨象」，兩旁則是市場及餐廳。

## 歷史
第一座跨越大運河的橋梁是由Nicolò Barattieri於1181年設計的一座浮橋。這座橋被稱為錢幣橋，大概是因為造幣廠位在東面入口附近。
位在東岸的里阿爾托市場後來逐漸發展，重要性的上升也讓浮橋的交通流量增加。因此，它在1255年被改建成木橋。這座橋擁有有兩段傾斜的橋面，並在橋中央的相連結，橋中央的部份可以移動，足以讓高大的船隻通過。位在橋樑附近的市場最終導致橋樑的名稱改變。在15世紀初，零售商店分別沿著橋樑的兩側設立。租金增加國家財政收入，這有助於維修橋樑。
木材建造的橋樑必須非常注重維護的工作。Bajamonte Tiepolo在1310年領導的革命曾燒毀這座橋的一部份。這座橋在1444年因為人群擠到橋上欣賞船支遊行而倒塌，並且在1524年再次倒塌。
以石橋來重建的想法首次在1503年被提出來。在些下來的數十年中，人們曾先後提出幾個不同計畫。
義大利政府在1551年要求設計師提出里奧托橋的重建計劃。幾位著名的建築師，例如桑索維諾（Jacopo Sansovino）、安德烈亞·帕拉弟奧及維尼奧拉（Giacomo Barozzi da Vignola）都曾提出重建計畫，但所有的方案都包括幾個古典的橋拱設計，當局認為並不適合這座橋。甚至偉大的米開朗基羅被認為是橋樑設計師的人選。
目前橫跨大運河的單拱石橋里阿爾托橋是由安東尼·龐特（Antonio da Ponte）所設計的，完工於1591年。兩邊傾斜的橋身被引導到中央的門廊。因為這次橋樑工程被認為過於大膽，所以建築師文森諾斯卡莫齊（Vincenzo Scamozzi）預測它將會倒塌。里阿爾托橋後來成為威尼斯建築的代表之一。
今天，商店與攤位充斥里阿爾托橋的兩側，也讓這裡成為威尼斯一個主要的旅遊景點。

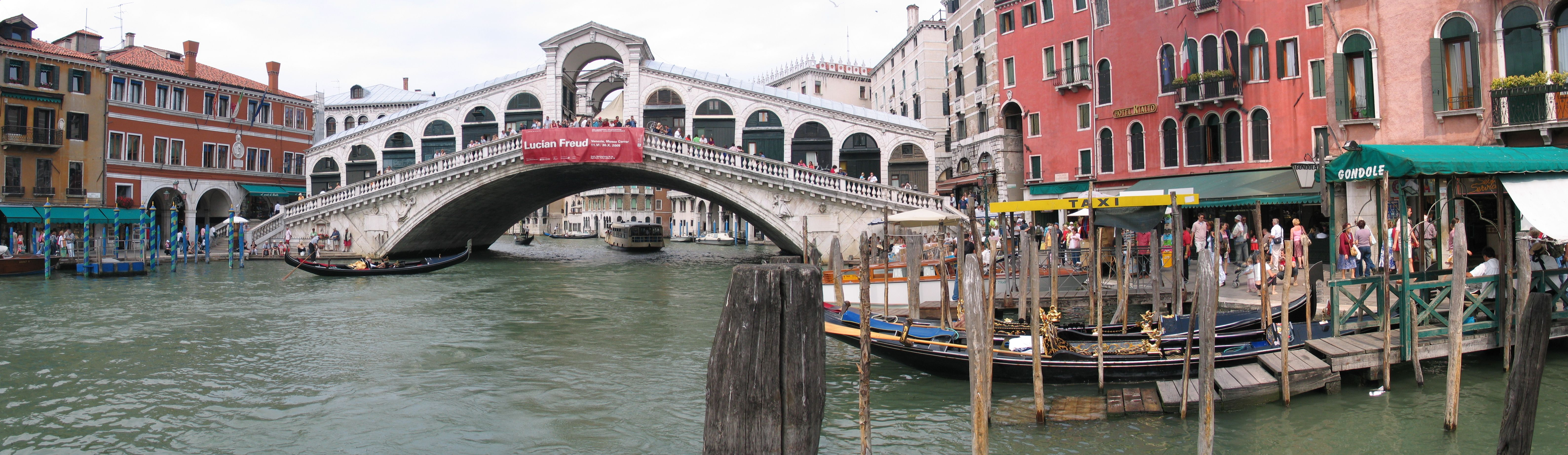
橫跨威尼斯大運河的里阿爾托橋

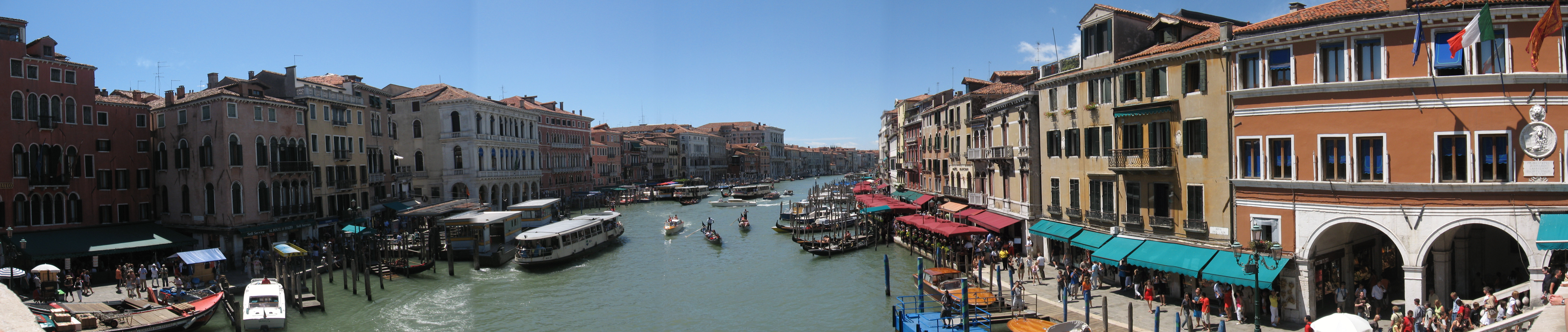
從里阿爾托橋俯瞰大運河往西南方流去

## 延伸閱讀
- Giulio Lorenzetti, Venezia e il suo estuario, Trieste, Edizioni Lint, 1963. pag. 463 ISBN 88-86179-24-3
- Giuseppe Tassini, Curiosità veneziane, Venezia, Filippi editore, 1988. pp.546-547

## 外部連結
- Structurae数据库中Rialto Bridge的数据
- Interactive Panorama: Rialto Bridge
- Rialto Bridge Photo Gallery （页面存档备份，存于）
- Satellite image from Google Maps （页面存档备份，存于）